# Степний сільський округ (Каргалинський район)
Степни́й сільський округ (каз. Степной ауылдық округі, рос. Степной сельский округ) — адміністративна одиниця у складі Каргалинського району Актюбінської області Казахстану. Адміністративний центр — село Степне.
Населення — 890 осіб (2021; 1346 у 2009, 1806 у 1999, 1862 у 1989).
Станом на 1989 рік існували Кайрактисайська сільська рада (села Бородіновка, Кайрактисай) та Степна сільська рада (села Мамит, Первомайське, Степне). Село Кайрактисай було ліквідовано згідно з рішенням Актюбінського обласного масліхату від 11 грудня 2013 року № 173 та постановою Актюбінського обласного акімату від 11 грудня 2013 року № 396. Села Мамит та Первомайське були ліквідовані 2018 року.

## Склад
До складу округу входять такі населені пункти:
| Населений пункт      | Колишні назви | Населення, осіб (1989) | Населення, осіб (1999) | Населення, осіб (2009) | Населення, осіб (2021) |
| -------------------- | ------------- | ---------------------- | ---------------------- | ---------------------- | ---------------------- |
| Кайракти, село       | Бородіновка   | 611                    | 563                    | 134                    | 298                    |
| --Первомайське, село | -             | 214                    | 217                    | 134                    | -                      |
| Степне, село         | -             | 672                    | 725                    | 665                    | 592                    |
| --Кайрактисай, село  | -             | 168                    | 105                    | 301                    |                        |
| --Мамит, село        | -             | 197                    | 196                    | 112                    |                        |